# Novamundoniscus setosus
Novamundoniscus setosus är en kräftdjursart som först beskrevs av Lemos de Castro 1961.  Novamundoniscus setosus ingår i släktet Novamundoniscus och familjen Dubioniscidae. Inga underarter finns listade i Catalogue of Life.